# San Marcellino
San Marcellino là một đô thị ở tỉnh Caserta trong vùng Campania của Ý, có vị trí cách khoảng 20 km về phía tây bắc của Napoli và khoảng 15 km về phía tây nam của Caserta. Tại thời điểm ngày 31 tháng 12 năm 2004, đô thị này có dân số 12.087 người và diện tích là 4,6 km².
San Marcellino giáp các đô thị: Aversa, Casapesenna, Frignano, Trentola-Ducenta, Villa di Briano.